# Portal do Sol (João Pessoa)
Portal do Sol é um bairro nobre da Zona Leste do município de João Pessoa, capital do Estado da Paraíba. Por estar em localização privilegiada, é um dos bairros mais promissores da cidade, sendo a região com a maior concentração de investimentos imobiliários e de condomínios horizontais de alto padrão da capital paraibana. É estipulada grande conurbação futura entre os empreendimentos residenciais e turísticos de alto padrão do bairro do Altiplano, sendo o Portal do Sol a próxima fronteira para a expansão imobiliária pessoense.
O bairro também dispõe de rigorosas leis ambientais, que o torna um dos bairros mais sustentáveis da cidade, possuindo assim diversas reservas e um rígido zoneamento acerca da altura máxima dos empreendimentos locais; Tais medidas buscam a preservação dos resquícios de mata atlântica presentes na região e a contenção da queda e a manutenção do bairro como um dos mais verdes da cidade.